# 이색 신도비
이색 신도비(李穡 神道碑)는 대한민국 충청남도 서천군 기산면 영모리에 있는 고려시대의 비석이다. 1984년 5월 17일 충청남도의 문화재자료 제127호로 지정되었다.

## 개요
신도비란 왕이나 고관 등의 평생업적을 비석에 기록하여 그의 묘 남동쪽에 세워두는 것으로, 이 비는 고려 후기의 문신이자 학자인 목은(牧隱) 이색 선생을 기리고 있다.
이색(1328∼1396)은 고려 후기 조선을 건국한 이성계를 따르지 않고 충절을 지켰던 삼은(三隱)의 한 사람으로, 공민왕 때에는 전제의 개혁, 국방계획, 교육의 진흥, 불교의 억제 등 여러 개혁정책에 관한 건의문을 올리기도 하였다. 또한 중국의 원·명교체기에 있어서는 친명정책을 지지하였으며, 고려 후기 유교가 들어오면서 불교를 배척하자는 의견이 대두되자, 유교의 입장에서 불교를 이해하여 점진적인 개혁을 통해 불교의 폐단을 없애고자 하였다. 조선 태조 4년(1395) 조정에 머물라는 왕의 권유를 끝내 거절하고 여강지역으로 가던 중 생을 마치었다.
비는 낮은 받침돌 위로 비몸을 세우고 지붕돌을 올린 모습이며, 비문에는 ‘선생은 후에 죄를 얻어 폐출되었으나, 하늘과 땅만이 그의 고결한 마음을 알리라’라는 내용을 새겨 놓았다. 세종 15년(1433)에 처음 세워졌으나 임진왜란 때 잃어버리고, 현종 7년(1666) 후손들이 다시 세워 지금에 이르고 있다.

## 현지 안내문
이 비는 목은 이색(李穡)의 신도비(神道碑)로서 일생 동안의 모든 행적이 기록되어 있다. 원래 신도비란 죽은 사람의 살아있을 때의 일과 공적을 기록하여 묘로 들어가는 입구에 세운 비를 말하며, 조선시대에는 2품(品) 이상만이 세울 수 있었다. 신도비는 문헌서원의 목은 영당(影堂) 삼문(三門) 앞에 세워져 있다. 하나의 돌로 된 네모난 받침돌 위에 비가 놓여 있으며, 원래의 비는 1433년(세종 15년)에 건립되었으나 1666년 (현종 7년)에 다시 세웠다. 비문은 하륜(河崙)이 지었고, 이용직(李容稙)이 글을 썼다. 비석의 뒷면에 새긴 글은 송시열(宋時烈)이 지었고, 이수경(李壽慶)이 글씨를 썼다.

## 같이 보기
- 이색
- 서천 문헌서원 (충청남도 문화재자료 제125호)

## 참고 자료
- 이색신도비 - 국가유산청 국가유산포털